# مارك ميلر (لاعب كرة قدم بريطاني)
مارك ميلر (بالإنجليزية: Marc Millar)‏ (10 أبريل 1969 في المملكة المتحدة - ) هو لاعب كرة قدم بريطاني في مركز الوسط. لعب مع دونفرملين أثلتيك وريث روفرز وسانت جونستون ونادي بريتشين سيتي ونادي روس كاونتي ونادي اربوراث ونادي كاودينبيث لكرة القدم ونادي ليفينغستون لكرة القدم.

## وصلات خارجية
- مارك ميلر على موقع Soccerbase.com (لاعب) (الإنجليزية)